# 2018–2019-es spanyol női labdarúgó-bajnokság (első osztály)
A 2018–2019-es spanyol női labdarúgó-bajnokság első osztálya (hivatalos nevén: Primera División, vagy Primera Iberdrola) a spanyol női országos bajnokságok 31. szezonja, melyet tizenhat csapat részvételével 2018. szeptember 5-én indítottak. A bajnokságot története során harmadik alkalommal nyerte meg az Atlético Madrid.

## A bajnokság csapatai

### Csapatváltozások
| Kiesett a másodosztályba | Feljutott az első osztályba |
| ------------------------ | --------------------------- |
| Zaragoza Santa Teresa    | Málaga Logroño              |

### Csapatok adatai
| Klub               | Település           | Stadion                         | Férőhely | Vezetőedző             | 2017–18-as helyezés |
| ------------------ | ------------------- | ------------------------------- | -------- | ---------------------- | ------------------- |
| Athletic Bilbao    | Bilbao              | Lezama Facilities               | 3 200    | Joseba Agirre          | 3.                  |
| Atlético Madrid    | Madrid              | Wanda Alcalá de Henares         | 2 700    | José Luis Sánchez Vera | 1.                  |
| Barcelona          | Barcelona           | Johan Cruyff Stadion            | 6 000    | Fran Sánchez           | 2.                  |
| Espanyol           | Barcelona           | Ciutat Esportiva Dani Jarque    | 1 500    | Joan Bacardit          | 12.                 |
| Fundación Albacete | Albacete            | Ciudad Deportiva Andrés Iniesta | 3 000    | Carlos del Valle       | 14.                 |
| Granadilla         | Granadilla de Abona | La Hoya del Pozo                | 3 000    | Pier Luigi Cherubino   | 4.                  |
| Levante            | Valencia            | Ciudad Deportiva de Buñol       | 600      | Kino García            | 7.                  |
| Logroño            | Logroño             | Estadio Las Gaunas              | 15 902   | Héctor Blanco          | 1. 2D               |
| Madrid CFF         | Madrid              | Nuevo Matapiñonera              | 3 000    | Miguel Ángel Quejigo   | 9.                  |
| Málaga CF          | Málaga              | Estadio Federación Malagueña    | 1 500    | Antonio Contreras      | 1. 2D               |
| Rayo Vallecano     | Madrid              | Ciudad Deportiva Rayo Vallecano | 2 000    | Irene Ferreras         | 10.                 |
| Real Betis         | Sevilla             | Ciudad Deportiva Luis del Sol   | 1 300    | María Pry              | 5.                  |
| Real Sociedad      | San Sebastián       | Campo José Luis Orbegozo        | 2 500    | Gonzalo Arconada       | 8.                  |
| Sevilla            | Sevilla             | José Ramón Cisneros Palacios    | 5 500    | Francisco José García  | 13.                 |
| Sporting Huelva    | Huelva              | La Orden                        | 1 500    | Antonio Toledo         | 11.                 |
| Valencia           | Valencia            | Ciudad Deportiva de Paterna     | 2 250    | Óscar Suárez           | 6.                  |

## Tabella
| #   | Csapat               | M  | GY | D  | V  | G+ – G– | GK  | P  | Megjegyzések                 |
| --- | -------------------- | -- | -- | -- | -- | ------- | --- | -- | ---------------------------- |
| 1.  | Atlético Madrid CV B | 30 | 28 | 0  | 2  | 96–19   | +77 | 84 | Bajnokok Ligája (csoportkör) |
| 2.  | Barcelona KGY        | 30 | 25 | 3  | 2  | 94–15   | +79 | 78 | Bajnokok Ligája (csoportkör) |
| 3.  | Levante              | 30 | 17 | 6  | 7  | 52–26   | +26 | 57 |                              |
| 4.  | Granadilla           | 30 | 17 | 3  | 10 | 46–40   | +6  | 54 |                              |
| 5.  | Athletic Bilbao      | 30 | 14 | 8  | 8  | 48–33   | +15 | 50 |                              |
| 6.  | Real Betis           | 30 | 14 | 6  | 10 | 47–35   | +12 | 48 |                              |
| 7.  | Real Sociedad        | 30 | 13 | 8  | 9  | 51–37   | +14 | 47 |                              |
| 8.  | Valencia             | 30 | 8  | 11 | 11 | 41–53   | −12 | 35 |                              |
| 9.  | Espanyol             | 30 | 9  | 8  | 13 | 31–42   | −11 | 35 |                              |
| 10. | Sevilla              | 30 | 9  | 2  | 19 | 37–60   | −23 | 29 |                              |
| 11. | Logroño Ú            | 30 | 8  | 5  | 17 | 38–60   | −22 | 29 |                              |
| 12. | Rayo Vallecano       | 30 | 8  | 5  | 17 | 27–55   | −28 | 29 |                              |
| 13. | Madrid CFF           | 30 | 8  | 3  | 19 | 31–65   | −34 | 27 |                              |
| 14. | Sporting Huelva      | 30 | 6  | 7  | 17 | 22–50   | −28 | 25 |                              |
| 15. | Málaga CF Ú          | 30 | 6  | 7  | 17 | 26–67   | −41 | 25 | Segunda División             |
| 16. | Fundación Albacete   | 30 | 6  | 6  | 18 | 38–68   | −30 | 24 | Segunda División             |

Utolsó frissítés: 2021. május 30. 
Forrás: RFEF 
A rangsorolás alapszabályai: 1. összpontszám, 2. egymás elleni eredmények összpontszáma, 3. gólkülönbség, 4. szerzett gólok száma.
(B): Bajnokcsapat, (K): Kieső csapat, (F): Feljutó csapat, (I): Kupainduló, (R): A rájátszás győztese, (KGY): Kupagyőztes

## A góllövőlista élmezőnye
| H. | Játékos          | Klub               | Gól |
| -- | ---------------- | ------------------ | --- |
| 1  | Jennifer Hermoso | Atlético Madrid    | 24  |
| 2  | Charlyn Corral   | Levante            | 20  |
| 3  | Nahikari García  | Real Sociedad      | 16  |
| 3  | Alexia Putellas  | Barcelona          | 16  |
| 5  | Alba Redondo     | Fundación Albacete | 15  |
| 6  | María José       | Granadilla         | 14  |
| 6  | Mari Paz Vilas   | Valencia           | 14  |
| 8  | Lucía García     | Athletic Bilbao    | 13  |
| 8  | Esther González  | Atlético Madrid    | 13  |
| 10 | Aitana Bonmatí   | Barcelona          | 12  |
| 10 | Priscila Borja   | Real Betis         | 12  |
| 10 | Olga García      | Atlético Madrid    | 12  |